# 1780 en France
Chronologie de la France
- 1776
- 1777
- 1778
- 1779
- 1780
- 1781
- 1782
- 1783
- 1784

Cette page concerne l’année 1780 du calendrier grégorien.

## Événements
- 9 janvier : arrêt de règlement qui démembre partiellement la Ferme générale. Elle conserve la perception des traites, des gabelles et du produit des tabacs. Deux nouvelles régies sont créées, l’« Administration générale des domaines et droits domaniaux »  et la « Régie générale des aides ». Les cautions passent à 5 millions[1].
- 29 janvier : enregistrement d’un édit supprimant des offices dans les maisons royales[2].

- 13 février : déclaration qui fixe le second brevet général de la subvention territoriale (capitation et accessoires de taille). Necker relance la taille tarifée[1].
- 25 février : le Parlement de Paris enregistre l’édit de février portant prorogation du second vingtième et 4 sols pour livre du premier vingtième jusqu’en 1790[2].
- 27 février[3] : affranchissement pour 8 ans du droit annuel des offices moyennant un versement immédiat de 7 millions[1].

- 10 mars (28 février du calendrier julien) : constitution d’une ligue des Neutres qui reconnaît la liberté de navigation[4].

- 18 avril : la chambre des comptes enregistre un édit portant le nombre des receveurs généraux des finances de 48 à 12[2]

- 2 mai : Rochambeau et son corps expéditionnaire de 5 000 hommes quittent Brest et traversent l’Atlantique[5].
- 19 mai : la frégate le Sartine, ayant subi les tirs britanniques, s’échoue dans l’entrée du Vieux-Port à Marseille[6].

- 12 et 26 juin[2] : l’assemblée générale du clergé de France prête 14 millions de livres en sus du don gratuit ordinaire de 16 millions[1].
- 20 juin : accords frontaliers entre la France et l’évêché de Bâle[7].

- 1er juillet : le bail de la ferme générale est adjugée à Nicolas Salzard pour 122 millions a compter du 1er octobre. Le 5 juillet la régie générale des aides est adjugée à Henri Clarel[2].

- 11 juillet : l’escadre du Chevalier de Ternay entre dans la rade de Newport[8]. Rochambeau débarque avec les régiments du roi de France qu’il commande pour aider les insurgents américains.

- 4 août : l’administration générale des domaines est adjugée à Jean Vincent René[2].
- 24 août : suppression en France de la question préparatoire qui permettait d’obtenir les aveux du prévenu[9], réforme inspirée par Miromesnil.

- Été : bonnes récoltes céréalières[10].

- 25 septembre : début de la construction  à Paris de l’Hospice de Saint-Jacques du Haut-Pas, futur hôpital Cochin. Il reçoit ses premiers malades le 27 juin 1782[11].

- 14 octobre : le marquis de Castries remplace Sartine au ministère de la marine[12].
- 29 octobre : emprunt de 36 millions de livres[13].

- 23 décembre : le marquis de Ségur remplace le prince de Montbarrey comme secrétaire d’État de la Guerre, choix dicté par Marie-Antoinette au mépris des intentions du comte de Maurepas[14]. Il entreprend la réorganisation de l’armée de terre.

## Naissances en 1780
- 12 février : Éléonor-Zoa Dufriche de Valazé, général français.
- 7 mars : Pierre-Jacques de Potier (1780-1840), général français
- 11 avril : Jean-Marie Léon Dufour, médecin et naturaliste français († 1865).
- 29 avril : Charles Nodier, écrivain français.
- 29 août : Jean Auguste Dominique Ingres, peintre français.
- 8 septembre : Jean-Marie de Lamennais, prêtre français

## Décès en 1780
- 3 août : Étienne Bonnot de Condillac, philosophe, académicien français (fauteuil 31).
- 29 août : Jacques-Germain Soufflot, architecte classique français.
- 8 septembre : Jeanne-Marie Leprince de Beaumont, écrivain de La Belle et la Bête.
- 23 septembre : Madame du Deffand.